# 平和製菓
平和製菓株式会社（へいわせいか）は、京都府京都市伏見区に所在する菓子製造業。
長らく京銘菓「そばぼうろ」に限定して菓子を製造していた。

## 概要・沿革
1950年、小走勇が小走商店として創業。当初は原料卸業で、人工甘味料の販売を手掛けていた。様々なメーカーに出入りする中、菓子製造の工程も目にするようになり、見よう見まねで菓子製造を開始し、1959年に平和製菓に改名。
さまざまな菓子を製造していたが、1968年に生産品目をそばぼうろ一品に絞り、専門メーカーとなる。現代表の野田英彦によれば、そばぼうろを製造し始めたのは菓子製造を始めてから数年後で、同社がもっとも後発のメーカーだったという。
そばぼうろとチョコレートを組み合わせた「ショコラぼうろ」の開発を始め、関西に含浸工程を請け負える工場がないこともあり、宇治に工場を建てて2016年よりチョコレート、クリーム含浸製造を開始。その後、2018年竣工の、本社工場隣接の新工場にチョコレート含浸工程を移設している。チョコレート菓子も販売するようになったほか、その技術をいかし、多数の菓子メーカーのOEM製造にも携わるようになった。
2019年にリテール事業部を開設し、京都タワーサンドにぼうろ菓子専門店をオープン。翌年に同店で新ブランド「Tsuroku」の販売を開始した。